# 알렉산드로스 테오필라키스
알렉산드로스 테오필라키스(그리스어: Αλέξανδρος Θεοφιλάκης, 1877년~?)는 그리스의 사격 선수이다.

## 경력
테오필라키스는 1896년, 1908년, 1912년, 1920년에 열린 하계 올림픽에 참가했다.
1906년 중간 올림픽에서는 군사 권총에서 은메달을 따냈으며 1920년 대회에서는 군사 권총 단체전 종목에서 은메달을 따냈다.

## 참고 문헌
- Lampros, S.P.; Polites, N.G.; De Coubertin, Pierre; Philemon, P.J.; & Anninos, C. (1897). 《The Olympic Games: BC 776 – AD 1896》 (영어). Charles Beck. (  보관됨 2013-01-16 - 웨이백 머신 에서도 볼 수 있음.)
- Mallon, Bill; & Widlund, Ture (1998). 《The 1896 Olympic Games. Results for All Competitors in All Events, with Commentary》 (영어). McFarland. ISBN 0-7864-0379-9. ( 에서도 볼 수 있음.)